# Eleição municipal de Salvador em 2024
A eleição municipal da cidade de Salvador em 2024 ocorreu no dia 6 de outubro (primeiro turno) com o objetivo de eleger um prefeito, um vice-prefeito e 43 vereadores responsáveis pela administração do município no mandato que se iniciou em 1° de janeiro de 2025 e com término em 31 de dezembro de 2028.
Obtendo 78,67% dos votos válidos, o prefeito Bruno Reis, candidato do União Brasil, foi reeleito em 1° turno, derrotando o ativista e cientista social Kleber Rosa, do PSOL, com 10,43%, e o vice-governador Geraldo Júnior, do MDB, que ficou em terceiro lugar, com 10,33%.

## Contexto

### Eleição anterior
O prefeito titular é Bruno Reis, do União Brasil, foi eleito nas eleições municipais em 2020 pelo DEM. Pela legislação eleitoral, Reis esteve apto para disputar a reeleição, devido ao fato de ainda estar em seu primeiro mandato.

### Eleitorado
Em junho de 2024, Salvador contava com cerca de 1.969.802 pessoas aptas a votar, cerca de 81,47% da população em relação à população total do município (2.417.678), segundo o Censo demográfico do Brasil de 2022. Os eleitores tiveram até o dia 8 de maio para fazer a 1ª via ou a regularização do título junto ao cadastro biométrico.

## Calendário eleitoral
| Início        | Fim           | Atividades | Status    |
| ------------- | ------------- | --- | --------- |
| 7 de março    | 5 de abril    | Janela partidária para vereadores trocarem de partido visando concorrer às eleições sem perder o mandato. | Realizado |
| 6 de abril    | 6 de abril    | Data-limite para todas as legendas e federações partidárias obterem o registro dos estatutos no TSE e para todos os candidatos terem domicílio eleitoral na circunscrição em que desejam disputar as eleições com a filiação deferida pelo partido. | Realizado |
| 15 de maio    | 15 de maio    | Início da campanha de arrecadação prévia de recursos na modalidade de financiamento coletivo para pré-candidatos, sem realização de pedidos de voto e obedecendo a regras relativas à propaganda eleitoral na Internet.                             | Realizado |
| 20 de julho   | 5 de agosto   | Realização de convenções partidárias para deliberar sobre coligações e escolher candidatos às prefeituras e aos cargos de vereador. Os partidos têm até 15 de agosto para registrar os nomes na Justiça Eleitoral.                                  | Realizado |
| 16 de agosto  | 16 de agosto  | Início das campanhas eleitorais de forma igualitária, podendo qualquer publicidade ou manifestação com pedido explícito de voto antes da data ser considerada irregular e multada.                                                                  | Realizado |
| 30 de agosto  | 3 de outubro  | Veiculação da propaganda eleitoral gratuita no rádio e na televisão. | Realizado |
| 6 de outubro  | 6 de outubro  | Realização do primeiro turno das eleições municipais. | Realizado |
| 11 de outubro | 25 de outubro | Veiculação da propaganda eleitoral gratuita no rádio e na televisão para o segundo turno. | Realizado |
| 27 de outubro | 27 de outubro | Realização de um eventual segundo turno nas cidades com mais de 200 mil eleitores em que o candidato a prefeito mais votado não tenha atingido a metade mais um dos votos válidos.                                                                  | Realizado |

## Candidatos ao Executivo
| Nº | Prefeito(a)  | Prefeito(a)    | Prefeito(a)         | Prefeito(a)                                                            | Vice-prefeito(a) | Vice-prefeito(a) | Vice-prefeito(a)               | Vice-prefeito(a)    | Vice-prefeito(a)                                                               | Coligação Partido(s)                                                                                           | Ref.                 |
| Nº | Candidato(a) | Candidato(a)   | Partido Federação   | Cargos relevantes                                                      | Candidato(a)     | Candidato(a)     | Candidato(a)                   | Partido Federação   | Cargos relevantes                                                              | Coligação Partido(s)                                                                                           | Ref.                 |
| -- | ------------ | -------------- | ------------------- | ---------------------------------------------------------------------- | ---------------- | ---------------- | ------------------------------ | ------------------- | ------------------------------------------------------------------------------ | --- | -------------------- |
| 15 |              | Geraldo Júnior | MDB                 | - Vice-governador da Bahia (2023–atualidade)                           |                  |                  | Fabya Reis                     | PT FE BRASIL        | - Secretária de Assistência e Desenvolvimento Social da Bahia (2023–2024)      | Salvador Pra Toda Gente MDB, FE Brasil (PT, PCdoB, PV), PSB, PSD, Avante, PODE, Solidariedade, Agir            | [ 8 ]                |
| 16 |              | Victor Marinho | PSTU                | - Pesquisador                                                          |                  |                  | Edson Santana                  | PSTU                | - Carteiro                                                                     | Sem coligação                                                                                                  | [ 9 ] [ 10 ] [ 11 ]  |
| 21 |              | Giovani Damico | PCB                 | - Professor                                                            |                  |                  | Cheyenne Ayalla                | PCB                 | - Estudante                                                                    | Sem coligação                                                                                                  | [ 12 ]               |
| 44 |              | Bruno Reis     | UNIÃO               | - Prefeito de Salvador (2021–atualidade)                               |                  |                  | Ana Paula Matos                | PDT                 | - Vice-prefeita de Salvador (2021–atualidade)                                  | O Trabalho Não Para UNIÃO, PDT, PRD, PL, NOVO, DC, PMB, PRTB, MOBILIZA, Republicanos, PP e Fed. PSDB Cidadania | [ 13 ] [ 14 ] [ 15 ] |
| 50 |              | Kleber Rosa    | PSOL Fed. PSOL REDE | - Cientista social - Ativista                                          |                  |                  | Miralva Nascimento (Dona Mira) | PSOL Fed. PSOL REDE | - Educadora - Coordenadora executiva do Movimento dos Sem-Teto da Bahia (MSTB) | Sem coligação                                                                                                  | [ 18 ]               |
| 80 |              | Eslane Paixão  | UP                  | Ativista da Ocupação Luisa Mahin e Presidente Estadual da UP na Bahia. |                  |                  | Giovana Ferreira               | UP                  | Coordenadora nacional do Movimento de Mulheres Olga Benario                    | Sem coligação                                                                                                  | [ 20 ]               |

### Indeferidos
| Nº | Prefeito(a)  | Prefeito(a)   | Prefeito(a)       | Prefeito(a)                       | Vice-prefeito(a) | Vice-prefeito(a) | Vice-prefeito(a) | Vice-prefeito(a)  | Vice-prefeito(a)        | Coligação Partido(s) | Notas |
| Nº | Candidato(a) | Candidato(a)  | Partido Federação | Cargos relevantes                 | Candidato(a)     | Candidato(a)     | Candidato(a)     | Partido Federação | Cargos relevantes       | Coligação Partido(s) | Notas |
| -- | ------------ | ------------- | ----------------- | --------------------------------- | ---------------- | ---------------- | ---------------- | ----------------- | ----------------------- | -------------------- | --- |
| 29 |              | Silvano Alves | PCO               | - Trabalhador de construção civil |                  |                  | Roque Júnior     | PCO               | - Agente administrativo | Sem coligação        | Em 31 de agosto de 2024, a candidatura de Silvano Alves, apresentada em 13 de agosto pelo PCO, teve o pedido de registro indeferido pela Justiça Eleitoral por não ter apresentado documento de quitação eleitoral que comprovasse a prestação de contas nas eleições de 2012, para vereador, e de 2018, para vice-governador. |

### Desistências
- Luciana Buck (NOVO) - No dia 12 de abril de 2024, o partido anunciou apoio à pré-candidatura de Bruno Reis. Portanto, abriu mão de lançar a candidatura de Luciana Buck.[23][24]

## Candidatos ao Legislativo
Na eleição de 2024, a regra para o número máximo de candidaturas por partido ou federação mudou: antes era o equivalente a 150% das vagas em disputa e, agora, o número é de 100% + 1 das vagas em disputa.
A tabela abaixo apresenta a quantidade de candidaturas por cada partido e federação.
| Coligação ao executivo                                | Partido ou federação | Partido ou federação | Partido ou federação | Partido ou federação | Nº de candidaturas | Nº de candidaturas |
| ----------------------------------------------------- | -------------------- | -------------------- | -------------------- | -------------------- | ------------------ | ------------------ |
| O Trabalho Não Para (506 candidaturas)                |                      | Fed. PSDB Cidadania  |                      | PSDB                 | 35                 | 44                 |
| O Trabalho Não Para (506 candidaturas)                |                      | Fed. PSDB Cidadania  | Cidadania            | 9                    |                    | 44                 |
| O Trabalho Não Para (506 candidaturas)                |                      | DC                   | DC                   | DC                   | 44                 | 44                 |
| O Trabalho Não Para (506 candidaturas)                |                      | Mobiliza             | Mobiliza             | Mobiliza             | 37                 | 37                 |
| O Trabalho Não Para (506 candidaturas)                |                      | NOVO                 | NOVO                 | NOVO                 | 50                 | 50                 |
| O Trabalho Não Para (506 candidaturas)                |                      | PDT                  | PDT                  | PDT                  | 44                 | 44                 |
| O Trabalho Não Para (506 candidaturas)                |                      | PL                   | PL                   | PL                   | 40                 | 40                 |
| O Trabalho Não Para (506 candidaturas)                |                      | PMB                  | PMB                  | PMB                  | 47                 | 47                 |
| O Trabalho Não Para (506 candidaturas)                |                      | PP                   | PP                   | PP                   | 47                 | 47                 |
| O Trabalho Não Para (506 candidaturas)                |                      | PRD                  | PRD                  | PRD                  | 44                 | 44                 |
| O Trabalho Não Para (506 candidaturas)                |                      | PRTB                 | PRTB                 | PRTB                 | 20                 | 20                 |
| O Trabalho Não Para (506 candidaturas)                |                      | Republicanos         | Republicanos         | Republicanos         | 45                 | 45                 |
| O Trabalho Não Para (506 candidaturas)                |                      | UNIÃO                | UNIÃO                | UNIÃO                | 44                 | 44                 |
| Salvador Pra Toda Gente (293 candidaturas)            |                      | FE Brasil            |                      | PT                   | 18                 | 45                 |
| Salvador Pra Toda Gente (293 candidaturas)            |                      | FE Brasil            | PCdoB                | 10                   |                    | 45                 |
| Salvador Pra Toda Gente (293 candidaturas)            |                      | FE Brasil            | PV                   | 17                   |                    | 45                 |
| Salvador Pra Toda Gente (293 candidaturas)            |                      | Agir                 | Agir                 | Agir                 | Sem candidatos     | Sem candidatos     |
| Salvador Pra Toda Gente (293 candidaturas)            |                      | Avante               | Avante               | Avante               | 39                 | 39                 |
| Salvador Pra Toda Gente (293 candidaturas)            |                      | MDB                  | MDB                  | MDB                  | 45                 | 45                 |
| Salvador Pra Toda Gente (293 candidaturas)            |                      | PODE                 | PODE                 | PODE                 | 44                 | 44                 |
| Salvador Pra Toda Gente (293 candidaturas)            |                      | PSB                  | PSB                  | PSB                  | 45                 | 45                 |
| Salvador Pra Toda Gente (293 candidaturas)            |                      | PSD                  | PSD                  | PSD                  | 44                 | 44                 |
| Salvador Pra Toda Gente (293 candidaturas)            |                      | Solidariedade        | Solidariedade        | Solidariedade        | 31                 | 31                 |
| Partidos e federações não coligados (51 candidaturas) |                      | Fed. PSOL REDE       |                      | PSOL                 | 32                 | 45                 |
| Partidos e federações não coligados (51 candidaturas) |                      | Fed. PSOL REDE       | REDE                 | 13                   |                    | 45                 |
| Partidos e federações não coligados (51 candidaturas) |                      | PCB                  | PCB                  | PCB                  | 2                  | 2                  |
| Partidos e federações não coligados (51 candidaturas) |                      | PSTU                 | PSTU                 | PSTU                 | 2                  | 2                  |
| Partidos e federações não coligados (51 candidaturas) |                      | UP                   | UP                   | UP                   | 2                  | 2                  |
| Total                                                 | Total                | Total                | Total                | Total                | 850                | 850                |

## Debates
Os debates entre candidatos à prefeitura de Salvador no primeiro turno estão marcados para acontecer entre 7 de agosto e 3 de outubro de 2024.
| Data                   | Organizadores                                | Mediador(a)     | Estúdios                                          | Participaram                          | Não convidados                              |
| ---------------------- | -------------------------------------------- | --------------- | ------------------------------------------------- | ------------------------------------- | ------------------------------------------- |
| 7 de agosto de 2024    | Bahia FM, G1 Bahia e iBahia                  | Emmerson José   | Sede da Rede Bahia em Salvador                    | Kleber Rosa Geraldo Júnior            | Eslane Paixão Giovani Damico Victor Marinho |
| 8 de agosto de 2024    | TV Bandeirantes Bahia e BandNews FM Salvador | Carolina Rosa   | Sede do Grupo Bandeirantes em Salvador            | Bruno Reis Kleber Rosa Geraldo Júnior | Eslane Paixão Giovani Damico Victor Marinho |
| 12 de setembro de 2024 | TV Educativa da Bahia e Educadora FM         | Jhonatã Gabriel | Cineteatro 2 de Julho (sede do IRDEB) em Salvador | Geraldo Júnior Kleber Rosa            | Eslane Paixão Giovani Damico Victor Marinho |
| 3 de outubro de 2024   | TV Bahia e G1 Bahia                          | Heraldo Pereira | Sede da Rede Bahia em Salvador                    | —                                     | Eslane Paixão Giovani Damico Victor Marinho |

## Pesquisas eleitorais

### Intenção de voto
| Fonte Registro no TSE             | Data(s) conduzida(s) | Amostragem     | Reis UNIÃO | Júnior MDB | Rosa PSOL | Marinho PSTU | Paixão UP | Damico PCB | Alves PCO | Brancos / Nulos | Não sabe | Vantagem | Margem de erro | Ref. |
| --------------------------------- | -------------------- | -------------- | --- | --- | --- | --- | --- | --- | --- | --- | --- | --- | --- | --- |
| Fonte Registro no TSE             | Data(s) conduzida(s) | Amostragem     | | | | | | | | Brancos / Nulos | Não sabe | Vantagem | Margem de erro | Ref. |
| Quaest/TV Bahia BA-06763/2024     | 03-04/Out/2024       | 1.002          | 65% | 9% | 8% | — | — | — | — | 12% | 6% | 56% | ±2% | [ 31 ] |
| P&A/Política Livre BA-06423/2024  | 02-04/Out/2024       | 830            | 67,2% | 6,3% | 6,3% | — | 0,5% | — | — | 12,7% | 6,9% | 60,9% | ±3,16% | [ 32 ] |
| Paraná Pesquisas BA-00014/2024    | 27-30/Set/2024       | 800            | 74% | 7,4% | 3,5% | 0,8% | 1,3% | 0,4% | 0,8% | 4,3% | 7,6% | 66,6% | ±3,5% | [ 33 ] |
| AtlasIntel BA-01970/2024          | 24-29/Set/2024       | 1.209          | 68,6% | 16,7% | 8,8% | 0,6% | 0,4% | — | — | 3,2% | 1,6% | 51,9% | ±3% | [ 34 ] |
| Futura/100% Cidades BA-09528/2024 | 13-17/Set/2024       | 1000           | 63,3% | 10,7% | 7,2% | 0,4% | 0,3% | — | — | 8,5% | 9,6% | 52,6% | ±3,1% | [ 35 ] |
| Quaest/TV Bahia BA-01787/2024     | 14-16/Set/2024       | 900            | 74% | 6% | 4% | 1% | — | — | — | 9% | 6% | 68% | ±3% | [ 36 ] |
| P&A/Política Livre BA-01665/2024  | 04-07/Set/2024       | 625            | 68,6% | 8% | 3,2% | 0,6% | 0,5% | — | 0,3% | 8,5% | 10,2% | 60,6% | ±4% | [ 37 ] |
| Futura/100% Cidades BA-00482/2024 | 29/Ago-05/Set/2024   | 1000           | 69% | 10% | 4,7% | 0,4% | 0,6% | 0,3% | 0,1% | 6,2% | 8,7% | 59% | ±3,1% | [ 38 ] |
| Paraná Pesquisas BA-05267/2024    | 29/Ago-01/Set/2024   | 800            | 68,3% | 9,8% | 2,5% | 1,5% | 1,5% | 0,2% | 0,3% | 11% | 4,8% | 58,5% | ±3,5% | [ 39 ] |
| Real Time Big Data BA-02181/2024  | 28-29/Ago/2024       | 1000           | 55% | 22% | 4% | — | 1% | 1% | — | 9% | 8% | 33% | ±3% | [ 40 ] |
| Data Certa BA-00002/2024          | 24-27/Ago/2024       | 1.067          | 68,8% | 10,4% | 2% | 0,4% | 0,4% | — | 0,1% | 11% | 4,8% | 58,4% | ±3% | [ 41 ] |
| Quaest/TV Bahia BA-07361/2024     | 24-26/Ago/2024       | 900            | 66% | 9% | 4% | 1% | 1% | 1% | 1% | 12% | 5% | 57% | ±3% | [ 42 ] |
| Veritá BA-02187/2024              | 22-26/Ago/2024       | 2.010          | 57,3% | 11,1% | 4,7% | 0,2% | 1,9% | 0,3% | 0,2% | 12% | 12,5% | 46,2% | ±2,5% | [ 43 ] |
| 13/Ago/2024                       | 13/Ago/2024          | 13/Ago/2024    | O PCO oficializa a candidatura de Silvano Alves.                                                                      | O PCO oficializa a candidatura de Silvano Alves.                                                                      | O PCO oficializa a candidatura de Silvano Alves.                                                                      | O PCO oficializa a candidatura de Silvano Alves.                                                                      | O PCO oficializa a candidatura de Silvano Alves.                                                                      | O PCO oficializa a candidatura de Silvano Alves.                                                                      | O PCO oficializa a candidatura de Silvano Alves.                                                                      | O PCO oficializa a candidatura de Silvano Alves.                                                                      | O PCO oficializa a candidatura de Silvano Alves.                                                                      | O PCO oficializa a candidatura de Silvano Alves.                                                                      | O PCO oficializa a candidatura de Silvano Alves.                                                                      | O PCO oficializa a candidatura de Silvano Alves.                                                                      |
| Fonte Registro no TSE             | Data(s) conduzida(s) | Amostragem     | Reis UNIÃO | Júnior MDB | Rosa PSOL | Marinho PSTU | Paixão UP | Damico PCB | Outros | Brancos / Nulos | Não sabe | Vantagem | Margem de erro | Ref. |
| Fonte Registro no TSE             | Data(s) conduzida(s) | Amostragem     | | | | | | | Outros | Brancos / Nulos | Não sabe | Vantagem | Margem de erro | Ref. |
| Futura/100% Cidades BA-06586/2024 | 06-12/Ago/2024       | 1.000          | 61,2% | 13,8% | 4,2% | 0,6% | 0,6% | 0,1% | — | 9,3% | 10% | 47,4% | ±3,1% | [ 44 ] |
| RealTime Big Data BA-02746/2024   | 31/Jul-1/Ago/2024    | 1.000          | 51% | 22% | 5% | — | 1% | 1% | — | 10% | 10% | 29% | ±3% | [ 45 ] |
| Paraná Pesquisas BA-02875/2024    | 12-15/Jul/2024       | 800            | 67,6% | 12,5% | 3% | 2,8% | — | — | — | 8,4% | 5,8% | 55,1% | ±3,5% | [ 46 ] |
| RealTime Big Data BA-00753/2024   | 5-6/Jul/2024         | 1.000          | 50% | 20% | 6% | — | — | 1% | — | 12% | 11% | 30% | ±3% | [ 47 ] |
| Futura/100% Cidades BA-07862/2024 | 13-20/Jun/2024       | 1.000          | 63,1% | 12% | 2,8% | 1,5% | 1,1% | 0,1% | — | 10,2% | 9,1% | 51,1% | ±3.3% | [ 48 ] |
| Futura/100% Cidades BA-07862/2024 | 13-20/Jun/2024       | 1.000          | 47,1% | 9% | 1,9% | 2,3% | 1,1% | 0,2% | 22,3% | 8,4% | 8,3% | 35,8% | ±3.3% | [ 48 ] |
| Futura/100% Cidades BA-07862/2024 | 13-20/Jun/2024       | 1.000          | 52,1% | 9,8% | 2,6% | 1,9% | 0,8% | 0,2% | 17,2% | 8,5% | 6,9% | 39,3% | ±3.3% | [ 48 ] |
| 5/Jun/2024                        | 5/Jun/2024           | 5/Jun/2024     | A Federação Brasil da Esperança (PT, PCdoB e PV) anuncia apoio à candidatura de Geraldo Júnior (MDB).                 | A Federação Brasil da Esperança (PT, PCdoB e PV) anuncia apoio à candidatura de Geraldo Júnior (MDB).                 | A Federação Brasil da Esperança (PT, PCdoB e PV) anuncia apoio à candidatura de Geraldo Júnior (MDB).                 | A Federação Brasil da Esperança (PT, PCdoB e PV) anuncia apoio à candidatura de Geraldo Júnior (MDB).                 | A Federação Brasil da Esperança (PT, PCdoB e PV) anuncia apoio à candidatura de Geraldo Júnior (MDB).                 | A Federação Brasil da Esperança (PT, PCdoB e PV) anuncia apoio à candidatura de Geraldo Júnior (MDB).                 | A Federação Brasil da Esperança (PT, PCdoB e PV) anuncia apoio à candidatura de Geraldo Júnior (MDB).                 | A Federação Brasil da Esperança (PT, PCdoB e PV) anuncia apoio à candidatura de Geraldo Júnior (MDB).                 | A Federação Brasil da Esperança (PT, PCdoB e PV) anuncia apoio à candidatura de Geraldo Júnior (MDB).                 | A Federação Brasil da Esperança (PT, PCdoB e PV) anuncia apoio à candidatura de Geraldo Júnior (MDB).                 | A Federação Brasil da Esperança (PT, PCdoB e PV) anuncia apoio à candidatura de Geraldo Júnior (MDB).                 | A Federação Brasil da Esperança (PT, PCdoB e PV) anuncia apoio à candidatura de Geraldo Júnior (MDB).                 |
| Fonte Registro no TSE             | Data(s) conduzida(s) | Amostragem     | Reis UNIÃO | Júnior MDB | Rosa PSOL | Marinho PSTU | Paixão UP | Damico PCB | Outros | Brancos / Nulos | Não sabe | Vantagem | Margem de erro | Ref. |
| Fonte Registro no TSE             | Data(s) conduzida(s) | Amostragem     | | | | | | | Outros | Brancos / Nulos | Não sabe | Vantagem | Margem de erro | Ref. |
| Paraná Pesquisas BA-01943/2024    | 29/Mai-3/Jun/2024    | 800            | 64% | 11% | 3,8% | 3,3% | — | — | — | 11,6% | 6,4% | 53% | ±3,5% | [ 50 ] |
| 13/Mai/2024                       | 13/Mai/2024          | 13/Mai/2024    | O PSTU anuncia a pré-candidatura de Victor Marinho. O PCB anuncia a pré-candidatura de Giovani Damico.                | O PSTU anuncia a pré-candidatura de Victor Marinho. O PCB anuncia a pré-candidatura de Giovani Damico.                | O PSTU anuncia a pré-candidatura de Victor Marinho. O PCB anuncia a pré-candidatura de Giovani Damico.                | O PSTU anuncia a pré-candidatura de Victor Marinho. O PCB anuncia a pré-candidatura de Giovani Damico.                | O PSTU anuncia a pré-candidatura de Victor Marinho. O PCB anuncia a pré-candidatura de Giovani Damico.                | O PSTU anuncia a pré-candidatura de Victor Marinho. O PCB anuncia a pré-candidatura de Giovani Damico.                | O PSTU anuncia a pré-candidatura de Victor Marinho. O PCB anuncia a pré-candidatura de Giovani Damico.                | O PSTU anuncia a pré-candidatura de Victor Marinho. O PCB anuncia a pré-candidatura de Giovani Damico.                | O PSTU anuncia a pré-candidatura de Victor Marinho. O PCB anuncia a pré-candidatura de Giovani Damico.                | O PSTU anuncia a pré-candidatura de Victor Marinho. O PCB anuncia a pré-candidatura de Giovani Damico.                | O PSTU anuncia a pré-candidatura de Victor Marinho. O PCB anuncia a pré-candidatura de Giovani Damico.                | O PSTU anuncia a pré-candidatura de Victor Marinho. O PCB anuncia a pré-candidatura de Giovani Damico.                |
| 12-30/Apr/2024                    | 12-30/Apr/2024       | 12-30/Apr/2024 | Luciana Buck (NOVO) retira sua pré-candidatura. O Partido Liberal (PL) anuncia seu apoio à candidatura de Bruno Reis. | Luciana Buck (NOVO) retira sua pré-candidatura. O Partido Liberal (PL) anuncia seu apoio à candidatura de Bruno Reis. | Luciana Buck (NOVO) retira sua pré-candidatura. O Partido Liberal (PL) anuncia seu apoio à candidatura de Bruno Reis. | Luciana Buck (NOVO) retira sua pré-candidatura. O Partido Liberal (PL) anuncia seu apoio à candidatura de Bruno Reis. | Luciana Buck (NOVO) retira sua pré-candidatura. O Partido Liberal (PL) anuncia seu apoio à candidatura de Bruno Reis. | Luciana Buck (NOVO) retira sua pré-candidatura. O Partido Liberal (PL) anuncia seu apoio à candidatura de Bruno Reis. | Luciana Buck (NOVO) retira sua pré-candidatura. O Partido Liberal (PL) anuncia seu apoio à candidatura de Bruno Reis. | Luciana Buck (NOVO) retira sua pré-candidatura. O Partido Liberal (PL) anuncia seu apoio à candidatura de Bruno Reis. | Luciana Buck (NOVO) retira sua pré-candidatura. O Partido Liberal (PL) anuncia seu apoio à candidatura de Bruno Reis. | Luciana Buck (NOVO) retira sua pré-candidatura. O Partido Liberal (PL) anuncia seu apoio à candidatura de Bruno Reis. | Luciana Buck (NOVO) retira sua pré-candidatura. O Partido Liberal (PL) anuncia seu apoio à candidatura de Bruno Reis. | Luciana Buck (NOVO) retira sua pré-candidatura. O Partido Liberal (PL) anuncia seu apoio à candidatura de Bruno Reis. |
| Fonte Registro no TSE             | Data(s) conduzida(s) | Amostragem     | Reis UNIÃO | Júnior MDB | Roma PL | Rosa PSOL | Buck NOVO | Paixão UP | Outros | Brancos / Nulos | Não sabe | Vantagem | Margem de erro | Ref. |
| Fonte Registro no TSE             | Data(s) conduzida(s) | Amostragem     | | | | | | | Outros | Brancos / Nulos | Não sabe | Vantagem | Margem de erro | Ref. |
| Paraná Pesquisas BA-02254/2024    | 22-27/Mar/2024       | 800            | 62,3% | 13,8% | — | 2,8% | 2,4% | — | — | 13,6% | 5,3% | 48,5% | ±3,5% | [ 54 ] |
| RealTime Big Data BA-07360/2024   | 25-26/Mar/2024       | 1.000          | 48% | 18% | — | 7% | 3% | — | — | 12% | 12% | 30% | ±3% | [ 55 ] |
| RealTime Big Data BA-07360/2024   | 25-26/Mar/2024       | 1.000          | 43% | 18% | 13% | 7% | 2% | — | — | 17% | 17% | 25% | ±3% | [ 55 ] |
| 19/Mar/2024                       | 19/Mar/2024          | 19/Mar/2024    | A pré-candidatura de Eslane Paixão é anunciada pelo Unidade Popular (UP).                                             | A pré-candidatura de Eslane Paixão é anunciada pelo Unidade Popular (UP).                                             | A pré-candidatura de Eslane Paixão é anunciada pelo Unidade Popular (UP).                                             | A pré-candidatura de Eslane Paixão é anunciada pelo Unidade Popular (UP).                                             | A pré-candidatura de Eslane Paixão é anunciada pelo Unidade Popular (UP).                                             | A pré-candidatura de Eslane Paixão é anunciada pelo Unidade Popular (UP).                                             | A pré-candidatura de Eslane Paixão é anunciada pelo Unidade Popular (UP).                                             | A pré-candidatura de Eslane Paixão é anunciada pelo Unidade Popular (UP).                                             | A pré-candidatura de Eslane Paixão é anunciada pelo Unidade Popular (UP).                                             | A pré-candidatura de Eslane Paixão é anunciada pelo Unidade Popular (UP).                                             | A pré-candidatura de Eslane Paixão é anunciada pelo Unidade Popular (UP).                                             | A pré-candidatura de Eslane Paixão é anunciada pelo Unidade Popular (UP).                                             |
| Fonte Registro no TSE             | Data(s) conduzida(s) | Amostragem     | Reis UNIÃO | Júnior MDB | Roma PL | Rosa PSOL | Buck NOVO | Outros | Outros | Brancos / Nulos | Não sabe | Vantagem | Margem de erro | Ref. |
| Fonte Registro no TSE             | Data(s) conduzida(s) | Amostragem     | | | | | | Outros | Outros | Brancos / Nulos | Não sabe | Vantagem | Margem de erro | Ref. |
| AtlasIntel BA-06287/2024          | 4-7/Mar/2024         | 809            | 51,4% | 18,4% | — | 8,4% | 1,8% | — | — | 11,2% | 8,8% | 33% | ±3% | [ 56 ] [ 57 ] |
| Paraná Pesquisas BA-04282/2024    | 18-23/Jan/2024       | 802            | 59,9% | 11,2% | 6,1% | 2,2% | 1,4% | — | — | 12,8% | 6,4% | 48,7% | ±3,5% | [ 58 ] |
| Paraná Pesquisas BA-04282/2024    | 18-23/Jan/2024       | 802            | 62,7% | 12,1% | — | 2,9% | 1,6% | — | — | 14,1% | 6,6% | 50,6% | ±3,5% | [ 58 ] |

### Segundo turno
O segundo turno (caso este seja necessário) está marcado para acontecer em 27 de outubro de 2024.
Bruno Reis x Geraldo Júnior
| Fonte Registro no TSE             | Data(s) conduzida(s) | Amostragem | Reis UNIÃO | Júnior MDB | Brancos / Nulos | Não sabe | Vantagem | Margem de erro | Ref.   |
| --------------------------------- | -------------------- | ---------- | ---------- | ---------- | --------------- | -------- | -------- | -------------- | ------ |
| Fonte Registro no TSE             | Data(s) conduzida(s) | Amostragem |            |            | Brancos / Nulos | Não sabe | Vantagem | Margem de erro | Ref.   |
| AtlasIntel BA-01970/2024          | 24-29/Set/2024       | 1.209      | 71%        | 22%        | 5%              | 3%       | 49%      | ±3%            | [ 34 ] |
| Futura/100% Cidades BA-09528/2024 | 13-17/Set/2024       | 1.000      | 70,6%      | 15,4%      | 7,7%            | 6,3%     | 55,2%    | ±3,1%          | [ 35 ] |
| Futura/100% Cidades BA-00482/2024 | 29/Ago-05/Set/2024   | 1.000      | 72%        | 14,6%      | 7,1%            | 6,3%     | 57,4%    | ±3,1%          | [ 38 ] |
| RealTime Big Data BA-00753/2024   | 28-29/Ago/2024       | 1.000      | 56%        | 25%        | 10%             | 0%       | 31%      | ±3%            | [ 40 ] |
| RealTime Big Data BA-00753/2024   | 5-6/Jul/2024         | 1.000      | 52%        | 24%        | 13%             | 11%      | 28%      | ±3%            | [ 47 ] |
| Futura/100% Cidades BA-07862/2024 | 13-20/Jun/2024       | 1.000      | 68,7%      | 19,7%      | 8,6%            | 3,1%     | 49%      | ±3,3%          | [ 48 ] |
| RealTime Big Data BA-07360/2024   | 25-26/Mar/2024       | 1.000      | 51%        | 24%        | 12%             | 13%      | 27%      | ±3%            | [ 55 ] |

Bruno Reis x Kleber Rosa
| Fonte Registro no TSE             | Data(s) conduzida(s) | Amostragem | Reis UNIÃO | Rosa PSOL | Brancos / Nulos | Não sabe | Vantagem | Margem de erro | Ref.   |
| --------------------------------- | -------------------- | ---------- | ---------- | --------- | --------------- | -------- | -------- | -------------- | ------ |
| Fonte Registro no TSE             | Data(s) conduzida(s) | Amostragem |            |           | Brancos / Nulos | Não sabe | Vantagem | Margem de erro | Ref.   |
| Futura/100% Cidades BA-09528/2024 | 13-17/Set/2024       | 1.000      | 70,4%      | 16,8%     | 7,4%            | 5,5%     | 53,6%    | ±3,1%          | [ 35 ] |
| Futura/100% Cidades BA-00482/2024 | 29/Ago-05/Set/2024   | 1.000      | 73,8%      | 13,3%     | 8,6%            | 4,2%     | 60,5%    | ±3,1%          | [ 38 ] |

Bruno Reis x João Roma
| Fonte Registro no TSE           | Data(s) conduzida(s) | Amostragem | Reis UNIÃO | Roma PL | Brancos / Nulos | Não sabe | Vantagem | Margem de erro | Ref.   |
| ------------------------------- | -------------------- | ---------- | ---------- | ------- | --------------- | -------- | -------- | -------------- | ------ |
| Fonte Registro no TSE           | Data(s) conduzida(s) | Amostragem |            |         | Brancos / Nulos | Não sabe | Vantagem | Margem de erro | Ref.   |
| RealTime Big Data BA-07360/2024 | 25-26/Mar/2024       | 1.000      | 47%        | 17%     | 16%             | 20%      | 27%      | ±3%            | [ 55 ] |

Geraldo Júnior x Kleber Rosa
| Fonte Registro no TSE             | Data(s) conduzida(s) | Amostragem | Júnior MDB | Rosa PSOL | Brancos / Nulos | Não sabe | Vantagem | Margem de erro | Ref.   |
| --------------------------------- | -------------------- | ---------- | ---------- | --------- | --------------- | -------- | -------- | -------------- | ------ |
| Fonte Registro no TSE             | Data(s) conduzida(s) | Amostragem |            |           | Brancos / Nulos | Não sabe | Vantagem | Margem de erro | Ref.   |
| Futura/100% Cidades BA-09528/2024 | 13-17/Set/2024       | 1.000      | 35,1%      | 23,4%     | 32,2%           | 9,3%     | 11,7%    | ±3,1%          | [ 35 ] |
| Futura/100% Cidades BA-00482/2024 | 29/Ago-05/Set/2024   | 1.000      | 36,6%      | 19,1%     | 32,5%           | 11,8%    | 17,5%    | ±3,1%          | [ 38 ] |

## Resultados
Fonte: TSE
Nota: O candidato Silvano Alves (PCO) não teve seus votos calculados por ter sua candidatura indeferida pelo TRE-BA.
| Candidato(a)                             | Candidato(a)                             | Vice                                     | Turno único 6 de outubro de 2022 | Turno único 6 de outubro de 2022 |
| Candidato(a)                             | Candidato(a)                             | Vice                                     | Total                            | Percentagem                      |
| ---------------------------------------- | ---------------------------------------- | ---------------------------------------- | -------------------------------- | -------------------------------- |
|                                          | Bruno Reis (UNIÃO)                       | Ana Paula Matos (PDT)                    | 1.045.690                        | 78,67%                           |
|                                          | Kleber Rosa (PSOL)                       | Dona Mira (PSOL)                         | 138.610                          | 10,43%                           |
|                                          | Geraldo Júnior (MDB)                     | Fabya Reis (PT)                          | 137.298                          | 10,33%                           |
|                                          | Eslane Paixão (UP)                       | Giovana Ferreira (UP)                    | 5.513                            | 0,41%                            |
|                                          | Giovani Damico (PCB)                     | Cheyenne Ayalla (PCB)                    | 1.364                            | 0,10%                            |
|                                          | Victor Marinho (PSTU)                    | Edson Santana (PSTU)                     | 510                              | 0,04%                            |
|                                          | Silvano Alves (PCO)                      | Roque Júnior (PCO)                       | 190                              | 0,01%                            |
| Total de votos válidos                   | Total de votos válidos                   | Total de votos válidos                   | 1.328.985                        | 100%                             |
| → Votos válidos                          | → Votos válidos                          | → Votos válidos                          | 1.328.985                        | 99,99%                           |
| → Votos anulados                         | → Votos anulados                         | → Votos anulados                         | 190                              | 0,01%                            |
| Total de votos a candidatos concorrentes | Total de votos a candidatos concorrentes | Total de votos a candidatos concorrentes | 1.329.175                        | 100%                             |
| → Votos a candidatos concorrentes        | → Votos a candidatos concorrentes        | → Votos a candidatos concorrentes        | 1.329.175                        | 88,09%                           |
| → Votos em branco                        | → Votos em branco                        | → Votos em branco                        | 54.542                           | 3,61%                            |
| → Votos nulos                            | → Votos nulos                            | → Votos nulos                            | 125.150                          | 8,29%                            |
| Total de votos                           | Total de votos                           | Total de votos                           | 1.508.867                        | 100%                             |
| → Comparecimento                         | → Comparecimento                         | → Comparecimento                         | 1.508.867                        | 76,60%                           |
| → Abstenções                             | → Abstenções                             | → Abstenções                             | 460.890                          | 23,40%                           |
| Eleitorado apto                          | Eleitorado apto                          | Eleitorado apto                          | 1.969.757                        | 100%                             |

Gráfico em barra
| Partido | Partido | Candidato     | Votos     | Votos (%) |
| ------- | ------- | ------------- | --------- | --------- |
|         | UNIÃO   | Reis          | 1 045 690 | 78,67%    |
|         | PSOL    | Rosa          | 138 610   | 10,43%    |
|         | MDB     | Júnior        | 137 298   | 10,33%    |
|         | UP      | Eslane Paixão | 5 513     | 0,41%     |
|         | PCB     | Damico        | 1 364     | 0,1%      |
|         | PSTU    | Marinho       | 510       | 0,04%     |
|         | PCO     | Alves         | 190       | 0,01%     |
| Totais  | Totais  | Totais        | 1 329 175 |           |
| Fonte:  |         |               |           |           |

## Câmara de Vereadores
O resultado das últimas eleições municipais e a situação atual da bancada da Câmara Municipal de Salvador está abaixo:
| Filiação | Filiação      | Vereadores  | Vereadores      | +/–     |
| Filiação | Filiação      | 2020        | 2024            | +/–     |
| -------- | ------------- | ----------- | --------------- | ------- |
|          | UNIÃO         | não existia | 6               | 6       |
|          | PP            | 0           | 5               | 5       |
|          | Republicanos  | 3           | 5               | 2       |
|          | PSDB          | 3           | 4               | 1       |
|          | DC            | 1           | 3               | 2       |
|          | PDT           | 2           | 3               | 1       |
|          | PRD           | não existia | 2               | 2       |
|          | PCdoB         | 2           | 2               | Estável |
|          | PL            | 2           | 2               | Estável |
|          | PT            | 4           | 1               | 3       |
|          | PMB           | 0           | 1               | 1       |
|          | PSD           | 1           | 1               | Estável |
|          | PSB           | 1           | 1               | Estável |
|          | PSOL          | 1           | 1               | Estável |
|          | PV            | 1           | 1               | Estável |
|          | MDB           | 2           | 1               | 1       |
|          | PODE          | 2           | 1               | 1       |
|          | Avante        | 1           | 0               | 1       |
|          | Cidadania     | 1           | 0               | 1       |
|          | MOBILIZA      | 1           | 0               | 1       |
|          | Solidariedade | 1           | 0               | 1       |
|          | PSC           | 1           | partido extinto | 1       |
|          | PSL           | 1           | partido extinto | 1       |
|          | PTB           | 2           | partido extinto | 2       |
|          | Patriota      | 3           | partido extinto | 3       |
|          | DEM           | 7           | partido extinto | 7       |
| Total    | Total         | 43          | 43              | 43      |

Vereadores eleitos
| Nome                        | Partido      | Número de Votos |
| --------------------------- | ------------ | --------------- |
| Jorge Araújo Repórter       | PP           | 36.065          |
| Carlos Muniz                | PSDB         | 24.040          |
| Luiz Carlos                 | Republicanos | 19.358          |
| Omarzinho                   | PDT          | 18.304          |
| Maurício Trindade           | PP           | 17.665          |
| Roberta Caires              | PDT          | 16.517          |
| Anderson Ninho              | PDT          | 16.203          |
| Ricardo Almeida             | DC           | 15.465          |
| André Fraga                 | PV           | 14.128          |
| Marta Rodrigues             | PT           | 13.840          |
| Paulo Magalhães Jr          | União Brasil | 13.525          |
| Kel Torres                  | Republicanos | 13.338          |
| Duda Sanches                | União Brasil | 13.129          |
| Kiki Bispo                  | União Brasil | 13.032          |
| Alberto Braga               | União Brasil | 12.617          |
| Sandro Filho                | PP           | 12.565          |
| Augusto Vasconcelos         | PC do B      | 11.385          |
| George O Gordinho da Favela | PP           | 11.120          |
| Dr. David Rios              | MDB          | 10.874          |
| Sidninho                    | PP           | 10.863          |
| Débora Santana              | PDT          | 10.137          |
| Marcelle Moraes             | União Brasil | 9.997           |
| Alexandre Aleluia           | PL           | 9.788           |
| Ireuda Silva                | Republicanos | 9.725           |
| Cláudio Tinoco              | União Brasil | 9.721           |
| Isabela Souza               | Cidadania    | 9.536           |
| João Cláudio Bacelar        | Podemos      | 9.339           |
| Kênio Rezende               | PRD          | 9.243           |
| Theo Senna                  | PSDB         | 9.132           |
| Cris Correia                | PSDB         | 9.130           |
| Daniel Alves                | PSDB         | 9.018           |
| Marcelo Guimarães Neto      | União Brasil | 8.873           |
| Júlio Santos                | Republicanos | 8.810           |
| Rodrigo Amaral              | PSDB         | 8.775           |
| Cézar Leite                 | PL           | 8.676           |
| Aladilce                    | PC do B      | 8.514           |
| Eliete Paraguassu           | PSOL         | 8.479           |
| Fábio Souza                 | PRD          | 7.828           |
| Felipe Santana              | PSD          | 7.825           |
| Professor Hamilton Assis    | PSOL         | 7.691           |
| Randerson Leal              | Podemos      | 7.534           |
| Alex Alemão                 | DC           | 7.089           |
| Silvio Humberto             | PSB          | 6.904           |